# Johanna Olofsson
Johanna Olofsson, född 13 juli 1991 i Storuman i Stensele församling, är en svensk ishockeyback som spelar i Modo Hockey.
Olofsson startade sin ishockeykarriär i moderklubben Storuman IK. Hon flyttade sedan till Örnsköldsvik för att gå på hockeygymnasiet och har sedan dess spelat för Modo Hockey. Debuten i Riksserien skedde säsongen 2007/2008 och hon har vunnit ett SM-guld med klubben. 2009 var Olofsson med och tog JVM-brons i Füssen, Tyskland. I Damkronorna, där hon spelar med nummer 7, gjorde hon debut 2010. Sedan dess har hon spelat 105 landskamper och deltagit i tre VM. Hon deltog även i OS 2014 i Sotji där Damkronorna kom på en fjärde plats.

## Meriter
- JVM-brons 2009 (U18)
- SM-guld 2012 med Modo Hockey
- VM 2012: 5:a
- VM 2013: 7:a
- OS i Sotji 2014: 4:a
- VM 2015: 5:a, Malmö, Sverige

## Individuella utmärkelser
- Utsedd till Årets hockeytjej 2012/2013[3]
- Utsedd till riksseriens bästa back 2011/2012 och 2012/2013
- Utsedd till säsongens överraskning 2009/2010